# パーキンズ郡 (ネブラスカ州)
座標: 北緯40度50分 西経101度40分 / 北緯40.84度 西経101.66度
パーキンズ郡（英: Perkins County）は、アメリカ合衆国のネブラスカ州にある郡。2000年時点の人口は3,200人で、郡庁所在地はグラント (Grant)。
ネブラスカ州のナンバープレートで、パーキンズ郡の車両は最初の数字が74になっている。これは1922年にナンバープレートの制度を確立した際、パーキンズ郡の車両登録台数が州内の郡のなかで74番目に多かったからである。

## 歴史
パーキンズ郡は1887年に組織され、鉄道会社会長のチャールズ・E・パーキンズにちなんで名付けられた。

## 地理
アメリカ合衆国国勢調査局によると、この郡は総面積2,290 km2 (884 mi2) である。このうち2,287 km2 (883 mi2)が陸地で、3 km2 (1 mi2) が川や湖などの水地域である。総面積のうちの0.12%が水地域となっている。

### 隣接する郡
- キース郡（北）
- リンカーン郡（東）
- ヘイズ郡（南東）
- チェイス郡（南）
- フィリップス郡 (コロラド州)（南西）
- セジウィック郡 (コロラド州)（西）

## 人口動静

2000年国勢調査時の郡の人口ピラミッド

2000年の国勢調査によると、パーキンズ郡には3,200人、1,275世帯、及び893家族が暮らしている。人口密度は1/km2 (4/mi2) で、1/km2 (2/mi2) の平均的な密度に1,444軒の住居が建っている。この郡の人種の構成は白人97.69%、黒人（アフリカ系アメリカ人）0.03%、先住民0.28%、アジア系0.22%、その他の人種1.34%、および混血0.44%で、2.31%の人々がヒスパニックまたはラテン系である。
パーキンズ郡に住む1,275世帯のうち、32.50%は18歳未満の子どもと暮らしており、62.90%は夫婦で生活している。4.60%は未婚の女性が世帯主であり、29.90%は家族以外の住人と同居している。27.50%は独居で、全世帯の15.70%は65歳以上の独居老人世帯である。1世帯あたりの平均人数は2.47人であり、家庭の場合は3.01人である。
郡の住民は26.60%が18歳未満の子どもで、18歳以上24歳以下が6.00%、25歳以上44歳以下が23.50%、45歳以上64歳以下が24.70%、および65歳以上が19.30%となっている。平均年齢は41歳である。女性100人に対して男性は100.80人いて、18歳以上の女性100人に対しては男性は95.80人いる。
郡の世帯ごとの平均収入は34,205米ドルで、家族ごとでは42,112米ドルである。男性の28,438米ドルに対して女性は19,881米ドルの平均的な収入がある。この郡の一人当たりの収入 (per capita income) は17,830米ドルである。総人口の13.60%、家族の9.50%は貧困線以下である。18歳未満の子どもの20.10%及び65歳以上の8.90%は貧困線以下の生活を送っている。

## 都市および村
- エルシー (en:Elsie, Nebraska)
- グラント (en:Grant, Nebraska)
- マドリッド (en:Madrid, Nebraska)
- ヴェナンゴ (en:Venango, Nebraska)